# Osmond Ezinwa
Osmond Ezinwa (* 22. November 1971) ist ein ehemaliger nigerianischer Sprinter.
Seine größten Erfolge feierte er als Staffelläufer. Bei den Olympischen Spielen 1992 in Barcelona war er Mitglied der nigerianischen 4-mal-100-Meter-Staffel, die die Silbermedaille gewann. Ezinwa kam allerdings nur in der Vorrunde zum Einsatz. Im Februar 1996 wurde er positiv auf das Stimulans Ephedrin getestet und daraufhin vom Leichtathletik-Weltverband IAAF mit einer dreimonatigen Dopingsperre belegt. Nach deren Ablauf konnte er an den Olympischen Spielen in Atlanta teilnehmen, verpasste dort aber mit der Staffel den Finaleinzug.
1997 wurde er bei den Leichtathletik-Weltmeisterschaften in Athen im Finale als Startläufer seiner Staffel eingesetzt. Zusammen mit Olapade Adeniken, Francis Obikwelu und seinem Zwillingsbruder Davidson Ezinwa musste er sich in 38,07 s nur der kanadischen Mannschaft geschlagen geben. In derselben Aufstellung hatte die nigerianische Staffel in der Halbfinalrunde mit einer Zeit von 37,94 s einen neuen Kontinentalrekord aufgestellt.
Zu Osmond Ezinwas besten Resultaten als Einzelstarter zählen seine dritten Plätze im 100-Meter-Lauf bei den Afrikaspielen 1995 in Harare und beim IAAF Grand Prix Final 1996 in Mailand.
Osmond Ezinwa hatte bei einer Körpergröße von 1,82 m ein Wettkampfgewicht von 79 kg.

## Bestleistungen
- 100 m: 10,05 s, 7. September 1996, Mailand
- 200 m: 20,56 s, 2. Juni 1997, Saint-Denis